# Фланьо, Хавьер
Хавьер (Хави) Фланьо Бесунартеа (исп. Javier 'Javi' Flaño Bezunartea; 19 августа 1984, Памплона, Наварра) — испанский футболист, правый защитник.

## Карьера
Воспитанник футбольной школы «Осасуны». Свой первый матч за основной состав сыграл против «Вильярреала» (2:1) 28 августа 2005 года, отыграв в дебютном сезоне 31 игру.
В следующем сезоне также играл немаловажную роль в обороне памплонцев, забив свой первый мяч за клуб в матче против «Мальорки» (3:0) 10 декабря 2006, а также сыграв в 7 матчах в Кубке УЕФА.
С сезона 2007/08 у Хавьера возникает препятствие в лице очень талантливого юниора — Сесара Аспиликуэты. Два года он безуспешно пытался вытеснить его из состава, лишь изредка выходя на замену. В итоге летом 2009 Хавьер принял решение покинуть клуб и на правах свободного агента перешёл в «Нумансию», только что вылетевшую во второй испанский дивизион, с целью восполнить потерю Хуанры.

## Достижения
Олимпийская сборная Испании
- Средиземноморские игры: 2005

## Характеристика
Номинально правый крайний защитник, но также может сыграть в центре защиты.

## Личная жизнь
Его брат-близнец, Мигель, тоже профессиональный футболист.